# بی‌سروصدا (فیلم)
بی‌سروصدا فیلمی ایرانی به کارگردانی و تهیه‌کنندگی مجیدرضا مصطفوی محصول سال ۱۴۰۲ است. پیمان معادی، فرشته حسینی، هانیه توسلی و مهران غفوریان در این فیلم نقش‌آفرینی کرده‌اند.

## بازیگران[۵]
- پیمان معادی در نقش سیامک
- مهران غفوریان در نقس رفیع
- هانیه توسلی در مژگان
- فرشته حسینی در نقش لیلا
- مهدی حسینی‌نیا در نقش رفیع
- مسعود کرامتی
- محمد شاکری در نقش سمیر
- محمد زارع
- عباس ایمانی
- محمود موسوی
- شیرین ضابطیان
- امیر جنانی
- صفر محمدی
- حاتم مشمولی

## انتشار
بی‌سروصدا در چهل و هشتمین دورهٔ جشنواره بین‌المللی فیلم سائو پائولو در برزیل برای اولین بار به نمایش درآمد و مورد تحسین مخاطبان و منتقدان قرار گرفت. دومین نمایش جهانی این فیلم، در بخش مسابقهٔ هفتمین دورهٔ جشنواره بین‌المللی فیلم هانوی در ویتنام بود و در چهار رشتهٔ این جشنواره کاندیدا شد که در مراسم اختتامیهٔ جشنواره، جایزه بزرگ بهترین فیلم، جایزه بهترین کارگردانی و جایزه بهترین بازیگر مرد را دریافت کرد. پیش‌بینی می‌شد که این فیلم در بخش نمایش‌های ویژه چهل‌وسومین جشنواره فیلم فجر به نمایش درآید، اما اکران نشد و در ۱۰ اسفند ۱۴۰۳ در یک نمایش تک سانس به‌صورت خصوصی برای اهالی رسانه و منتقدان به نمایش درآمد.